# Мерчина (Караш-Северин)
Мерчина (рум. Mercina) насеље је у Румунији у округу Караш-Северин у општини Варадија. Oпштина се налази на надморској висини од 99 m.

## Прошлост
Аустријски царски ревизор Ерлер је 1774. године констатовао да место припада Ракаждијском округу, Новопаланачког дистрикта. Становништво је било претежно влашко.
До 1897. године ту је био спахилук барона Милоша Бајића. Када је он умро тестаментом је наследник постао син синовца Милана - Петар Бајић.

## Становништво
Према подацима из 2002. године у насељу је живело 642 становника.

### Попис2002.
| Расподела становништва по националности 2002.‍ | Расподела становништва по националности 2002.‍ | Расподела становништва по националности 2002.‍ | Расподела становништва по националности 2002.‍ | Расподела становништва по националности 2002.‍ |
| --------------------------------------------- | --------------------------------------------- | --------------------------------------------- | --------------------------------------------- | --------------------------------------------- |
|                                               |                                               |                                               |                                               |                                               |
| Румуни                                        | Румуни                                        |                                               | 497                                           | 78,1%                                         |
| Роми                                          | Роми                                          |                                               | 126                                           | 19,8%                                         |
| Чеси                                          | Чеси                                          |                                               | 13                                            | 2,0%                                          |